# HAŠK Mladost Sveučilišta u Zagrebu
Hrvatski akademski športski klubovi Mladost Sveučilišta u Zagrebu (HAŠK Mladost), športsko je društvo iz Zagreba. Okuplja športske klubove s naglaskom na sveučilišni šport.

## Povijest
Društvo je utemeljeno 1903. godine kao HAŠK (Hrvatski akademski športski klub). Nakon Drugog svjetskog rata, 1945. godine, ukidanjem H.A.Š.K.-a osnovana su dva nova društva, Zagrebačko omladinsko i fiskulturno društvo Mladost te Studentsko fiskulturno društvo Akademičar. Ta se dva društva 1946. godine spajaju te djeluju pod nazivom Omladinsko studentsko sportsko društvo Mladost. Taj se naziv zadržao do 1952. godine kada Društvo mijenja naziv u Akademsko športsko društvo Mladost. Lipnja 1991. ponovno dolazi do promjene naziva, ovoga puta u Hrvatsko akademsko športsko društvo Mladost. Do zadnje promjene naziva došlo je u lipnju 1995. godine te od tada Društvo nosi naziv Hrvatski akademski športski klubovi Mladost Sveučilišta u Zagrebu (HAŠK Mladost Sveučilišta u Zagrebu, kraće HAŠK Mladost).
Iako je tijekom povijesti, Društvo više puta mijenjalo svoj naziv, nastavilo je raditi s istim ciljevima. Tijekom promjena zadržalo je istu zastavu te nije mijenjalo kadar, prostor i objekte djelovanja.
Od 1946. ne postoji nogometna sekcija HAŠK Mladosti, ali je zato neovisno od HAŠK Mladosti, 23. studenoga 1990., klub obnovljen kao NK HAŠK Zagreb.

## Članovi
U ovom športskom društvu djeluju ovi odjeli:
- atletika (HAAK Mladost)[4]
- hokej na travi (HAHK Mladost)[5]
- hokej na ledu (KHL Mladost Zagreb)[provjeriti status, nema ga na stranicama HAŠK Mladost, ali nosi zaštićeno ime Mladost]
- džudo (HAJK Mladost)[6]
- košarka (HAKK Mladost Zagreb)[7]
- Klub kuglanja na ledu i asfaltu Mladost
- mačevanje (HAMK Mladost)[8]
- odbojka (AOK Mladost)[9][10]
- plivanje (HAPK Mladost),[11] klub je koji djeluje u Zagrebu od 1945. godine
- ragbi - muški (HARK Mladost)[12] i žene (ŽARK Mladost)[13]
- sinkronizirano plivanje (HAKSP Mladost)[14]
- skijanje (Ski klub - Mladost)[15]
- sklizanje
- skijaško trčanje
- stolni tenis (HASTK Mladost)[16]
- streljaštvo
- šah (HAŠK Mladost)
- tenis (HATK Mladost)
- vaterpolo (HAVK Mladost)[17]
- veslanje (HAVK Mladost)[18]
- snowboard
- plivanje
- koturaštvo[provjeriti status, nema ga na stranicama HAŠK Mladost, ali nosi zaštićeno ime Mladost]

## Priznanja
Od 1950. ovo športsko društvo dodjeljuje nagradu Trofej Mladosti koja je najstarija hrvatska športska nagrada. 1991. se godine nagradu nije dodijelilo, jer je te godine velikosrpska agresija na Hrvatsku onemogućila odvijanje normalnog športskog i svakog drugog oblika društvenog života u Hrvatskoj. Nagrada se dodjeljuje u šesti kategorija: najbolja športašica, športaš, športska ekipa, športska momčad, športski djelatnik i športski klub.